# アック (小惑星)
アック (8558 Hack) は、小惑星帯の小惑星。ルチアーノ・テーシとアンドレア・ボアッティーニがサン・マルチェッロ・ピストイエーゼのピストイア山天文台で発見した。
イタリア人の女性天体物理学者でポピュラーサイエンスライターのマルゲリータ・アック (Margherita Hack) に因んで名付けられた。